# 我的妹妹是「大阪大媽」
《我的妹妹是「大阪大妈」》，是日本BS朝日于2012年12月21日开始放送的日本深夜动画，共12集。

## 概要
动画原作是中经出版发行的介绍日本各地风俗的「规则系列中的「大阪规则」「大阪大妈规则」，用轻小说式的故事来介绍大阪人的特点。
此部动画是BS朝日首次播放的深夜动画。每集動畫的標題有些仿諷（neta）自知名的動漫及輕小說作品。

## 故事简介
即使是普通地生活着也很有趣的大阪人中，最有趣的是「大阪大妈」。而有着这种「大阪大妈」般的性格的妹妹石原浪花，从大阪来到了十年没有见面的哥哥石原京介所居住的东京。

## 登场人物
石原浪花（配音：阿澄佳奈）
本作的女主人公，京介的妹妹。
十年前因为家庭原因与哥哥分开而居住在大阪。以上高中为契机重新开始和哥哥一起生活。
外表上看是非常可爱的高中一年级女生，但却有着像「大阪大妈」一样的气质。
包括胸围在内各种意义上令人「遗憾」的一位妹妹。
石原京介（配音：白石凉子）
本作的男主人公。浪花的哥哥。
居住在东京市内的十分普通的高中二年级男生。
在恋爱方面不能说不受欢迎，不过由于过于淳朴的性格而实际上与恋爱无缘。
时隔十年和浪花再会，感觉这个妹妹有点奇怪。
枫（配音： 井口裕香）
浪花的同班同学。
给人柔和、温暖的感觉。特点是一直配戴的下半框眼镜。

## 制作人员
- 原作：中经出版「大阪おかんルール」「大阪ルール」
- 演出／脚本：石馆光太郎
- 角色原案：菅原壮泰（菅原そうた）
- 角色设计：pikomaro
- 动画制作：charaction（キャラクション）
- 美术制作：RON2STUDIO
- 美术：甲元隆则、山田美伸、山本知佳
- 音乐：井上纯一
- 音响效果：德永义明
- 音响制作：Glovision（グロービジョン）
- 制作：『僕の妹は「大阪おかん」』製作委員会

## 主题曲
- 《I'm proud 大阪》
- 《～Osaka-Ben～》
- 《LA・LA・LA OINARI SONG》

每话片尾曲。
主唱：阿澄佳奈

## 各话标题
| 话数    | 日文标题 | 中文标题                             |
| ------- | -------- | ------------------------------------ |
| 第1话   |          | 某天早上，大阪大妈般的妹妹来了。     |
| 第1.5話 |          | 配信限定大阪大媽。                   |
| 第2話   |          | 妹妹果然是大阪大媽！                 |
| 第3話   |          | 我的妹妹哪有可能這麼大阪大媽         |
| 第4話   |          | 就算是大阪大媽，有愛就沒問題了，對吧 |
| 第5話   |          | 大阪大媽Home                         |
| 第6話   |          | 最近，妹妹的樣子有點大阪大媽。       |
| 第7話   |          | 其中1個是大阪大媽！                  |
| 第8話   |          | 或許是現在進行式的大阪大媽           |
| 第9話   |          | 大阪大媽妹妹與受難的我               |
| 第10話  |          | 妹妹是大阪大媽的女神                 |
| 第11話  |          | 最近的大阪大媽熱潮似乎是托了我的福喔 |
| 第12話  |          | 浪花妹妹＠不好好努力                 |

## 播放电视台
日本深夜動畫：下文記載的日本国内播放時間使用日本標準時間（UTC+9）表示。因為部分時間标识會採用30小时制，因此請留意这类超过24:00的时间，其實際播放時間為翌日清晨。
| 播放地区 | 播放电视台   | 播放日期         | 播放时间（UTC+9）         | 所屬聯播網          | 備註 |
| -------- | ------------ | ---------------- | ------------------------- | ------------------- | ---- |
| 日本全国 | BS朝日       | 2012年12月21日－ | 星期五 25时55分－26时00分 | 朝日電視網 衛星電視 |      |
| 日本全国 | NICONICO頻道 | 2012年12月22日－ | 星期六 12時00分 更新      | 網絡電視            |      |

## 備註
1. ↑  是次放送的特別編成只作兩星期的網絡配信。